# Артемьев, Олег Германович
Оле́г Ге́рманович Арте́мьев (род. 28 декабря 1970, Рига, Латвийская ССР) — российский космонавт-испытатель отряда ФГБУ «НИИ ЦПК имени Ю. А. Гагарина», 118-й космонавт СССР/России и 534-й космонавт мира. Совершил космические полёты: первый — на транспортном пилотируемом корабле «Союз ТМА-12М» в марте-сентябре 2014 года к Международной космической станции, второй — на ТПК «Союз МС-08» в марте-октябре 2018 года, третий полёт — на ТПК «Союз МС-21» с марта по сентябрь 2022 года к МКС в качестве командира корабля и экспедиции МКС.
Участник основных космических экспедиций МКС-39/МКС-40, МКС-55/МКС-56, МКС-66/МКС-67. Общая продолжительность полётов составила 560 суток 18 часов 06 минут. Совершил восемь выходов в открытый космос, общая продолжительность работ в открытом космосе составила более 53 часов.
До поступления в отряд космонавтов работал инженером-испытателем в РКК «Энергия». Участник 14 и 105-суточных подготовительных экспериментов по программе «МАРС-500», имитирующих полёт на Марс. Герой Российской Федерации, лётчик-космонавт Российской Федерации (2016), инструктор-космонавт-испытатель 2 класса. Почётный гражданин городов Байконур, Гагарин и Снежинска. Депутат Московской городской думы VII и VIII созыва с 2019 года.

## Ранние годы, образование
Олег Германович Артемьев родился 28 декабря 1970 в Риге, Латвийская ССР в семье военного инженера Германа Алексеевича Артемьева и его жены Ольги Николаевны. Отец Олега белорус, родился в посёлке Друя Браславского района Витебской области, после окончания Черниговского военного училища, а затем Рижского военного училища служил в автомобильных войсках, подполковник в отставке. Мать родилась в семье военного. Её семья переехала с Дальнего Востока в Ригу, где она окончила техникум, работала до выхода на пенсию на предприятии «Витебскдрев», младшая сестра Олега — Татьяна. В 1970—1980-х годах родители Олега жили в Ленинске (ныне Байконур) Кзыл-Ординской области Казахской ССР, где проходил службу Герман Алексеевич, а в 1992 году переехали в Витебск.
Олег Артемьев во время учёбы в школе занимался музыкой и спортом — плаванием и борьбой, собирал модели самолётов и вертолётов. Мечтал стать моряком, путешественником. Был записан в клуб юных моряков, где увлёкся подводным плаванием. В 1986 году окончил среднюю школу № 211(5) в г. Ленинске и поступил в Таллинский политехникум, который окончил в 1990 году с отличием по специальности «Электрооборудование промышленных предприятий и установок». Во время учёбы в техникуме увлекался прыжками с парашютом. После окончания техникума, в 1990—1991 годах проходил срочную службу в рядах Советской Армии в Вильнюсе Литовская ССР, затем работал электромонтёром промышленного оборудования на Государственном союзном заводе «Двигатель» им. В. И. Ленина в Таллинне.
В 1998 году окончил МГТУ им. Н. Э. Баумана по специальности «Техника и физика низких температур», по окончании обучения присвоена специальность «инженер-механик», параллельно с учёбой работал водителем АТХ МГТУ им. Н. Э. Баумана.
С 1999 года, после окончания университета, работал в РКК «Энергия» в должности инженера-испытателя 293-го отдела (внекорабельная деятельность), занимался разработкой бортовой документации и экспериментальной отработкой методик и оборудования внекорабельной деятельности (ВКД) в гидроневесомости. Принимал участие в подготовке служебного модуля «Звезда» к старту в части ВКД и ТОР (техническое обслуживание и ремонт); принимал участие в подготовке к ВКД экипажей МКС; сопровождал выходы на МКС в ЦУПе. Принимал участие в морских тренировках экипажей по приводнению спускаемого аппарата (СА), входил в состав команды техобслуживания спускаемого аппарата на месте посадки, а также в состав испытательной бригады в качестве испытателя скафандров «Орлан-М-ГН», «Орлан-ВН», EMU и страхующего водолаза в легководолазном снаряжении.
В 2009 году с отличием окончил Российскую академию государственной службы при Президенте РФ по специальности «Управление персоналом». Ведёт научную деятельность, кандидат экономических наук, имеет опубликованные научные статьи. Участник российских и международных конференций.

## Космическая подготовка
29 мая 2003 года Артемьев был зачислен в отряд космонавтов для прохождения общекосмической подготовки (15-й набор космонавтов РКК «Энергия»). С 16 июня 2003 года приступил к общекосмической подготовке, которую завершил 28 июня 2005 года, сдав госэкзамены в ЦПК с оценкой «отлично». 5 июля 2005 года присвоена квалификация «космонавт-испытатель». С июля 2005 года проходил подготовку в группе специализации и совершенствования ЦПК имени Ю. А. Гагарина. С ноября 2005 года — космонавт-испытатель 291-го отдела РКК «Энергия».
С 29 по 31 января 2006 года в качестве командира условного экипажа вместе с астронавтами НАСА Майклом Барраттом и Сандрой Магнус (оба — США) участвовал в двухсуточном экзамене на выживание в безлюдной местности в случае аварийной посадки спускаемого аппарата. Экзамен проходил в подмосковном лесу. В период со 2 по 10 июня 2006 года проходил в Севастополе тренировки по работе в случае нештатной посадки спускаемого аппарата на воду в составе условного экипажа вместе с Юрием Лончаковым и Олегом Скрипочкой. В период с 16 по 27 января 2007 года в лесистой местности в 30 км от Москвы участвовал в тренировках по выживанию в составе условного экипажа вместе с астронавтом Чарльзом Симони и космонавтом Сергеем Ревиным.
С 15 по 29 ноября 2007 года и с 25 июня по 9 июля 2008 года принимал участие в двухнедельных испытаниях по программе «МАРС-500». В 2008 году участвовал в полном цикле барокамерных испытаний скафандра «Орлан-МК» в ОАО «Звезда». С 31 марта по 14 июля 2009 года в составе экипажа 105-суточной изоляции: Алексея Баранова, Сергея Рязанского, Алексея Шпакова, Оливера Книккель, Сириля Фурнье принимал участие в 105-суточном подготовительном эксперименте по программе проведения эксперимента «МАРС-500», имитирующего полёт на Марс.
В 2010—2011 годах в качестве оператора спускаемого аппарата готовил транспортные пилотируемые корабли № 701 и № 231 к старту. С 2011 года — космонавт-испытатель отряда космонавтов ФГБУ «НИИ ЦПК имени Ю. А. Гагарина». С сентября 2011 года по сентябрь 2013 года проходил подготовку в составе дублирующего экипажа МКС-37/38 в качестве бортинженера ТПК «Союз ТМА-10М» и бортинженера МКС, вместе с космонавтом Александром Скворцовым (командир корабля) и Стивеном Свонсоном (бортинженер). Экипаж сдал экзаменационную тренировку на тренажёре корабля «Союз ТМА-М» по четырёхвитковой схеме сближения с МКС, комплексную экзаменационную тренировку по двухсуточной схеме сближения на тренажёре ТПК «Союз ТМА-М». 25 сентября 2013 года во время старта КК «Союз ТМА-10М» Артемьев был дублёром бортинженера-1 корабля.
проходил подготовку в составе основного экипажа МКС-39/40 в качестве бортинженера и бортинженера МКС.
23 января 2014 года завершил курс подготовки по изучению иностранных сегментов Международной космической станции в Космическом центре имени Л. Джонсона (КЦД, г. Хьюстон).
4 марта 2014 года Артемьев начал прохождение комплексных тренировок в качестве бортинженера основного экипажа ТПК «Союз ТМА-12М» и космических экспедиций МКС-39/МКС-40 вместе с командиром Александром Скворцовым и бортинженером Стивеном Свонсоном. 24 марта 2014 года на Байконуре решением Государственной комиссии по проведению лётных испытаний пилотируемых космических комплексов утверждён в качестве бортинженера-1 основного экипажа ТПК «Союз ТМА-12М».

## Первый полёт
Полёт начался 26 марта 2014 года. Экипаж корабля «Союз ТМА-12М» в составе командира корабля Александра Скворцова и бортинженеров Олега Артемьева и Стивена Суонсона (НАСА), в 1:17:23 MSK, стартовал с космодрома Байконур к МКС. Стыковка космического корабля с МКС была перенесена на 28 марта 2014 года, вместо запланированной 26 марта. 28 марта в 03 часа 53 минут 33 секунды по московскому времени транспортный пилотируемый корабль «Союз ТМА-12М» штатно пристыковался к стыковочному узлу малого исследовательского модуля «Поиск» российского сегмента Международной космической станции.
12 апреля 2014 года Олег Артемьев, находясь на борту МКС, принял участие в акции «Тотальный диктант», снимал видеофильмы, которые разместил на своём сайте, вёл блог на сайте Федерального космического агентства, на котором размещал свои фотографии сделанные в космосе.

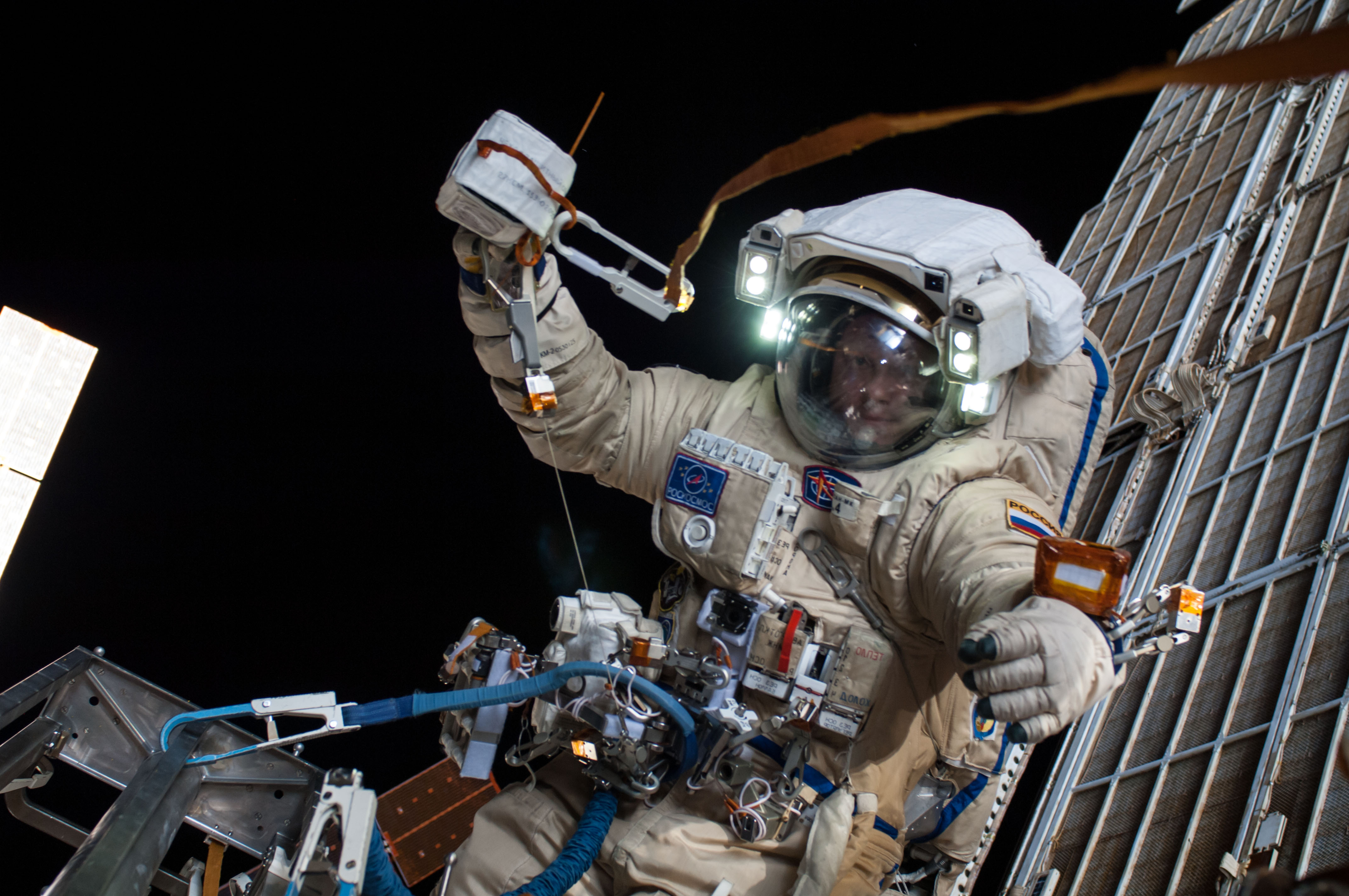
Космонавт Артемьев в открытом космосе

Во время космического полёта космонавт Артемьев совершил два выхода в открытый космос, общая продолжительность его работ в открытом космосе составила 12 часов 34 минуты. 19 июня 2014 года космонавты Александр Скворцов и Олег Артемьев провели первый выход в открытый космос. В течение семи часов 24 минут работы в открытом космосе космонавты провели монтаж и демонтаж научной аппаратуры на внешней стороне станции, проверили рабочее состояние замков на универсальном рабочем месте, взяли пробы на внешней поверхности иллюминатора МКС в рамках космического эксперимента «Тест».
18 августа 2014 года Александр Скворцов и Олег Артемьев провели второй выход в открытый космос. Во время выхода был запущен наноспутник «НС-1», созданный студентами Юго-Западного государственного университета (ЮГЗУ) г. Курска. Кроме того космонавты провели монтаж и демонтаж научной аппаратуры на внешней стороне станции, провели отбор проб для эксперимента «Тест», осуществили фотосъёмку экранно-вакуумной теплоизоляции внешней поверхности российского сегмента МКС. Продолжительность внекорабельной деятельности составила 5 часов 10 минут.
11 сентября 2014 года в 6:23 (MSK) экипаж корабля «Союз ТМА-12М» благополучно приземлился в казахстанской степи в 148 километрах к юго-востоку от города Жезказган.
В сентябре 2014 года Олег Артемьев принял участие в послеполётных научных экспериментах в серии экспериментальных исследований в интересах межпланетных полётов и освоения планет Солнечной системы, которые проводились в Научно-исследовательском испытательном Центре подготовки космонавтов имени Ю. А. Гагарина. Отработал ручной управляемый спуск с орбиты на поверхность «другой планеты» на центрифуге ЦФ-18, на специализированном тренажёре «Выход-2» выполнил типовые операции по выходу в скафандре на моделируемую поверхность «другой планеты» и работе на ней.

## Второй полёт
Полёт начался 21 марта 2018 года. Экипаж корабля «Союз МС-08» в составе командира корабля Олега Артемьева и бортинженеров Эндрю Фойстела и Ричарда Арнольда (НАСА), в 20:44 MSK, стартовал с космодрома Байконур к МКС.
15—16 августа Олег Артемьев, вместе с космонавтом С. Прокопьевым, провёл работы в открытом космосе на внешней поверхности МКС. За время проведения работ космонавты сняли экспонируемые с августа 2017 года в рамках эксперимента «Тест» устройства с образцами микроорганизмов, выполнили монтаж научного оборудования по эксперименту «Икарус», запустили два наноспутника «Танюша-ЮЗГУ» в рамках эксперимента «РадиоСкаф» и два наноспутника «SiriusSat», провели панорамные видеосъёмки окружающего станцию космического пространства и поверхности Земли. Продолжительность пребывания космонавтов за пределами МКС составила 7 ч. 46 мин.
4 октября 2018 года в 10 час. 57 мин. мск ТПК «Союз МС-08» с экипажем на борту отстыковался от Международной космической станции. Спускаемый аппарат с космонавтом Роскосмоса Олегом Артемьевым, астронавтами NASA Эндрю Фойстелом и Ричардом Арнольдом совершил посадку на территории Казахстана в 146 километрах юго-восточнее города Жезказган 4 октября 2018 года в 14 час. 45 мин. мск.
На 2019 год является космонавтом-испытателем 3 класса отряда космонавтов Роскосмоса. 11 января 2021 года Олег Артемьев был назначен в состав дублирующего экипажа ТПК «Союз МС-18». Проходит подготовку в составе: дублирующего экипажа космической экспедиции МКС-66 и основного экипажа космической экспедиции МКС-67.

## Третий полёт
18 марта 2022 года в 18:55:19 мск с помощью ракеты носителя «Союз-2.1а» со стартовой площадки № 31 («Восток») космодрома Байконур был произведён запуск ТПК «Союз МС-21» с полностью российским экипажем: командир корабля — Олег Артемьев, бортинженеры Денис Матвеев и Сергей Корсаков (все трое выпускники МГТУ имени Баумана). Полёт экипажа корабля к станции проходил в полётных скафандрах «Сокол КВ-2». Сближение корабля с МКС прошло по «сверхбыстрой» двухвитковой схеме
18 марта 2022 года в 22:06 мск была проведена стыковка корабля к узловому модулю «Причал» российского сегмента МКС. Стыковка проходила сначала в автоматическом режиме, затем космонавт Олег Артемьев состыковал корабль с МКС в ручном режиме. Это была первая стыковка корабля «Союз» к новому российскому модулю.
С 19 марта на МКС возобновил работу корпункт ТАСС, который возглавил космонавт О. Артемьев. Он стал вторым спецкором агентства на орбите (первым спецкорреспондентом ТАСС на орбите был космонавт Александр Мисуркин).
18 апреля 2022 года Олег Артемьев вместе с космонавтом Денисом Матвеевым совершил выход в открытый космос для проведения работ первого этапа подготовки европейского дистанционного манипулятора ERA к эксплуатации на российском сегменте МКС. Космонавты установили и подключили внешний пульт управления манипулятором ERA, смонтировали три поручня на ERA и установили адаптер переносного рабочего места, сняли защитные чехлы с оборудования. Продолжительность выхода в открытый космос составила 6 часов 37 минут.
28 апреля космонавты в том же составе совершили второй выход в открытый космос продолжительностью более 7 часов. Они провели подготовительные операции с дистанционным манипулятором ERA, а затем, совместно с космонавтом Роскосмоса Сергеем Корсаковым (находился на борту станции), впервые активировали его работу. Также, космонавты Артемьев и Матвеев развернули копию Знамени Победы в Великой Отечественной войне на многоцелевом лабораторном модуле «Наука» в преддверии Дня Победы.
21 июля 2022 года космонавт О. Артемьев и астронавт ЕКА С. Кристофоретти совершили выход в открытый космос по российской программе для тестирования манипулятора ERA и запуска десяти малых космических аппаратов — два «Циолковский-Рязань» (№ 1-2) и восемь «ЮЗГУ-55» (№ 5-12), созданных студентами Рязанского радиотехнического государственного университета и Юго-Западного государственного университета (город Курск) по программе научно-образовательного эксперимента «Радиоскаф». Общая продолжительность выхода составила более 7 часов.
17 августа космонавты О. Артемьев и Д. Матвеев продолжили работы на внешней поверхности станции по подготовке европейского дистанционного манипулятора ERA. Космонавты установили на манипуляторе две локтевые телекамеры и демонтировали стартовое кольцо с одного из двух его концевых эффекторов. В связи с падением напряжения аккумуляторной батареи в скафандре «Орлан-МКС» Олег Артемьев по указанию Центра управления полетами вернулся внутрь модуля «Поиск» и подключил скафандр к бортовому электропитанию. Денис Матвеев по завершении работ также благополучно вернулся внутрь станции. Время выхода в открытый космос составило 4 часа 1 минуту.
2 сентября космонавты О. Артемьев и Д. Матвеев продолжили работы на внешней поверхности станции по подготовке европейского дистанционного манипулятора ERA. На внешней поверхности модуля «Наука» космонавты установили платформу с адаптерами, перенесли внешний пульт управления EMMI к базовой лётной точке БТЛ-3 и подключили его, смонтировали два мягких поручня, отрегулировали приводы TRM на концевых эффекторах КЭ-1 и КЭ-2 манипулятора ERA и сняли стартовое кольцо с эффектора КЭ-1. Также космонавты заменили рамку с защитными стеклами для видеокамеры CLU-1 на эффекторе КЭ-1, протестировали управление манипулятором ERA с пульта EMMI и установили блокиратор на грузовую стрелу ГСтМ-1. Время выхода в открытый космос составило более 7 часов.
29 сентября 2022 года в 13:57:11 мск спускаемый аппарат пилотируемого корабля «Союз МС-21» («С. П. Королев») с экипажем 67-й длительной экспедиции на Международной космической станции приземлился в районе казахстанского города Жезказган. Продолжительность полёта составила 194 суток 19 часов 1 минута.
Статистика полётов
| № п/п | Стартовый корабль | Старт, UTC        | Экспедиция              | Корабль посадки | Посадка, UTC      | Налёт                        | Выходы в открытый космос | Время в открытом космосе |
| ----- | ----------------- | ----------------- | ----------------------- | --------------- | ----------------- | ---------------------------- | ------------------------ | ------------------------ |
| 1     | Союз ТМА-12М      | 25.03.2014, 21:17 | Союз ТМА-12М, МКС-39/40 | Союз ТМА-12М    | 11.09.2014, 02:23 | 169 суток 05 часов 05 минут  | 2                        | 12 часов 34 минуты       |
| 2     | Союз МС-08        | 21.03.2018, 17:44 | Союз МС-08, МКС-55/56   | Союз МС-08      | 04.10.2018, 11:44 | 196 суток 18 часов 00 минут  | 1                        | 07 часов 46 минут        |
| 3     | Союз МС-21        | 18.03.2022, 15:55 | Союз МС-21, МКС-66/67   | Союз МС-21      | 29.09.2022, 10:57 | 194 суток 19 часов 01 минута | 5                        | 33 часа 12 минут         |
|       |                   |                   |                         |                 |                   | 560 суток 18 часов 06 минут  | 8                        | 53 часа 32 минут         |

## Награды и почётные звания

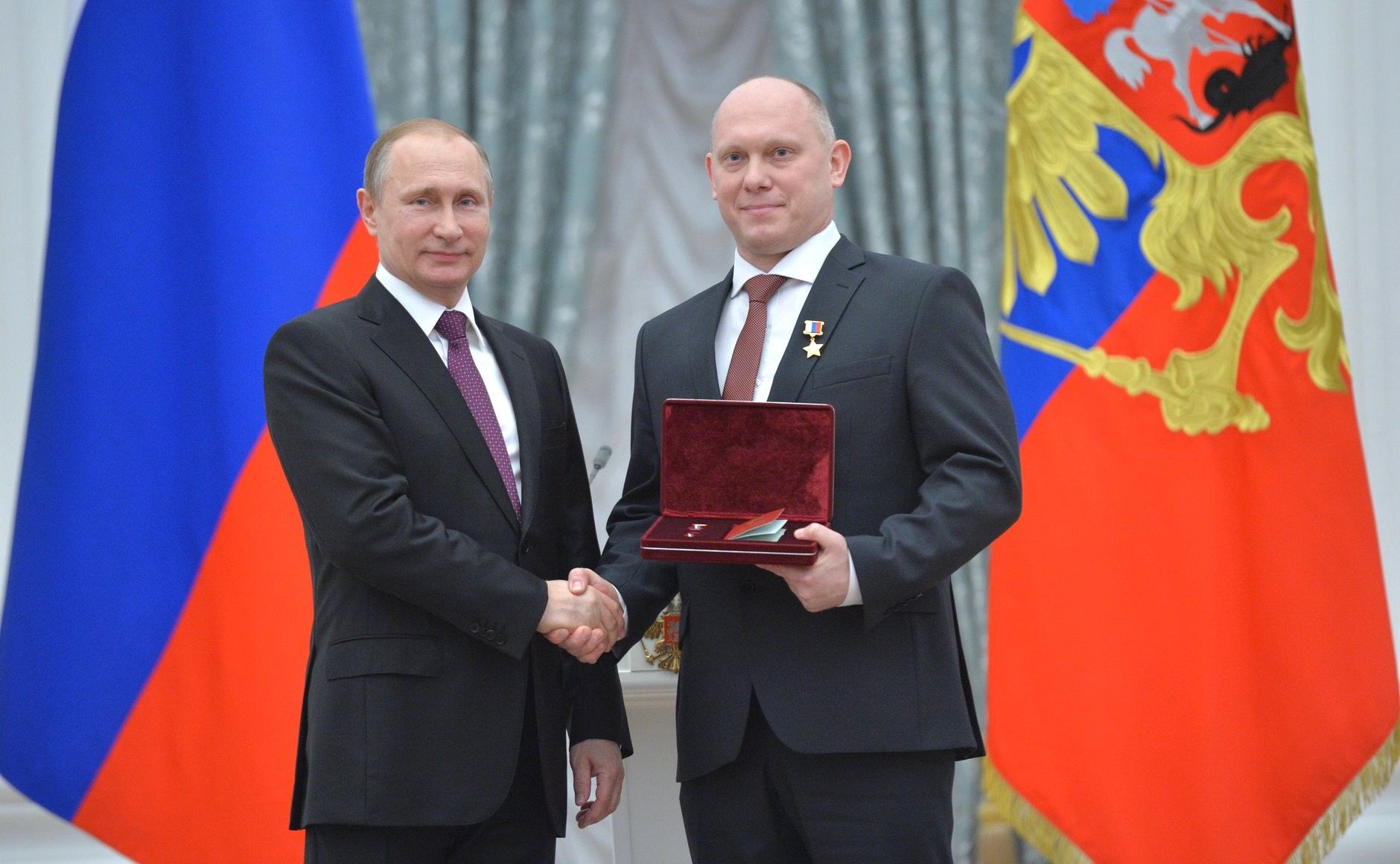
Вручение Звезды Героя Российской Федерации

- Герой Российской Федерации (15 февраля 2016) — за мужество и героизм, проявленные при осуществлении длительного космического полёта на Международной космической станции[32];
- Орден «За заслуги перед Отечеством» IV степени (30 января 2020) — за мужество и героизм, проявленные при осуществлении длительного космического полёта на Международной космической станции[33];
- Орден Гагарина (5 февраля 2024) — за большой вклад в развитие пилотируемой космонавтики и мужество, проявленное при осуществлении длительного космического полёта на Международной космической станции[34];
- Лётчик-космонавт Российской Федерации (15 февраля 2016) — за мужество и героизм, проявленные при осуществлении длительного космического полёта на Международной космической станции[32];
- Знак Гагарина (Федеральное космическое агентство, Приказ руководителя ФКА России № 357к от 8 октября 2014 года)[3];
- Медаль «За пропаганду спасательного дела» (МЧС России, 13 марта 2024) — за достигнутые значимые результаты в проведении космического эксперимента «Сценарий», а также многолетнее сотрудничество в создании, развитии и обеспечении успешного функционирования единой государственной системы предупреждения и ликвидации чрезвычайных ситуаций[35][36];
- Медаль Алексея Леонова (Кемеровская область, 2015) — за два совершённых выхода в открытый космос[37];
- Знак преподобного Сергия Радонежского (Московская область, 15 января 2021) — за особо плодотворную государственную, благотворительную и общественную деятельность на благо Московской области[38];
- Почётный гражданин города Байконур (Постановление Главы администрации города Байконур от 27 мая 2015 года № 110)[39];
- Почётный гражданин города Гагарин (2015)[40];
- Почётный гражданин города Снежинска (2018)[41];
- Почётный профессор Юго-Западного государственного университета (2015)[42].

## Семья, личная жизнь, увлечения
Родители Олега — Ольга Николаевна и Герман Алексеевич Артемьевы, проживают в г. Витебске, Республика Беларусь. Олег Германович женился в 39 лет на Малиховой Анне Сергеевне. В семье растут сын Савелий, дочери Анфиса (род.11.09.2017) и Ася (род.02.12.2021).
Артемьев активно занимается спортом. Увлекается туризмом, горными лыжами, дайвингом и подводной охотой.
Автор книги «Космос и МКС: как все устроено на самом деле». 3 марта 2021 года принят в Союз писателей России. В ноябре 2022 года Союз писателей России выпустил литературный коллективный сборник «Пора в космос», который проиллюстрирован фотографиями Олега Артемьева, выполненными из космоса.
Ведёт канал на YouTube с более чем 900 000 подписчиков.

## Общественная и политическая деятельность
С 2019 года является депутатом Московской городской думы VII созыва по 29 избирательному округу Москвы (районы Бирюлёво Восточное, Бирюлёво Западное, часть района Царицыно). Член Фракция Партии «Единая Россия». Член комиссий: по градостроительству, государственной собственности и землепользованию; по межпарламентскому сотрудничеству; по науке и промышленности.
Председатель общественного совета ГБОУ города Москвы «Школа № 667 имени Героя Советского Союза К. Я. Самсонова».

## Собственность и доходы
По итогам 2019 года задекларировал 5 353 943 рублей дохода. Доход супруги составил 1 135 110 рублей. Семья имеет в собственности 2 земельных участка, жилой дом, 3 квартиры и автомобили Mitsubishi Pajero, BMW X1, Suzuki Jimny.